# Diego Duarte (Fußballspieler)
Diego Ariel Duarte Garcete (* 8. April 2002 in Asunción) ist ein paraguayischer Fußballspieler. Der Stürmer gewann mit Club Olimpia die paraguayische Meisterschaft der Clausura 2020.

## Karriere

### Verein
Diego Duarte begann seine Profikarriere 2020 bei Club Olimpia und gewann die Meisterschaft der Clausura 2020 sowie die Copa Paraguay 2021. Er selbst kam nur zu wenigen Einsätzen und verließ den Verein 2023 in Richtung Sportivo Ameliano. Nach einem Jahr wechselte er zu Club Nacional, mit dem er in der Copa Libertadores antrat und in den Qualifikationsrunden vier Tore erzielte und sich so als Stammspieler im Team etablierte.

### Nationalmannschaft
Duarte nahm 2019 mit der U17-Nationalmannschaft an der Südamerikameisterschaft teil und landete mit seinem Team auf dem dritten Platz, der gleichzeitig die Qualifikation für die Weltmeisterschaft in Brasilien bedeute. Dort kam Duarte mit Paraguay ins Viertelfinale, in dem es gegen die Niederlande ausschied. Duarte erzielte bei der Südamerikameisterschaft zwei, bei der Weltmeisterschaft vier Tore. Zuvor hatte er bereits für die U15-Nationalmannschaft bei der Südamerikameisterschaft 2017 acht Tore erzielt.

## Erfolge
Olimpia
- Paraguayischer Meister: 2020-C
- Paraguayischer Pokalsieger: 2021
- Paraguayischer Supercupsieger: 2021, 2022